# Vijay R. Singh
Pour les articles homonymes, voir Vijay Singh et Singh.
Sir Vijay Raghubar Singh, né en 1931 à Ba et mort en septembre 2006 à Brisbane,, est un juriste et homme politique fidjien.

## Biographie

### Débuts
Vijay Singh naît dans une famille nombreuse de fermiers d'ascendence indienne dans ce qui est alors la colonie britannique des îles Fidji. Il étudie le droit au Royaume-Uni et est appelé au barreau à Lincoln's Inn, à Londres, en 1953. Il s'établit comme barrister (avocat) à Labasa, dans son pays natal. Il devient membre du Kisan Sangh (en), syndicat des travailleurs indo-fidjiens des cannes à sucre des Fidji, et devient le président de la branche de cette organisation à Labasa.
En 1960, lors de la grève de ces travailleurs agricoles, il est l'un des principaux négociateurs qui arrivent à un accord avec la Colonial Sugar Refining Company (en), la puissante entreprise d'exploitation sucrière. L'accord divise toutefois la communauté agricole indo-fidjienne et mécontente certains des grévistes.

### Carrière politique
Vijay Singh est un membre fondateur en 1965 du parti de l'Alliance, parti politique multi-ethnique mais dirigé par de grands chefs fidjiens autochtones et que peu d'Indo-Fidjiens rejoignent. Aux élections législatives de 1966, c'est sous cette étiquette qu'il est élu membre du Conseil législatif (en) de la colonie, où la répartition des sièges se fait selon des critères ethniques. Le parti de l'Alliance ayant remporté les élections, Ratu Sir Kamisese Mara devient chef du gouvernement, avec pour tâche de préparer la colonie à l'indépendance. A.D. Patel, du Parti de la fédération nationale, parti de la communauté rurale indo-fidjienne, devient chef de l'opposition parlementaire. Kamisese Mara nomme Vijay Singh ministre des Services sociaux dans son gouvernement. Ce ministère comprend la responsabilité pour les services d'éducation, et c'est sous son autorité que naît en 1968 l'université du Pacifique Sud à Suva, la capitale fidjienne. En 1969 il devient ministre du Commerce, des Industries et des Coopératives,,.
En 1970, les Fidji accèdent à l'indépendance. Le Conseil législatif devient la Chambre des représentants. Le gouvernement Mara remporte les élections de 1972, et à l'occasion d'un remaniement ministériel en mai Vijay Singh devient le ministre du Développement urbain, du Logement et de la Sécurité sociale. En 1976, il est élu président (speaker) de la Chambre des représentants, et est fait chevalier. Il perd toutefois son siège de député aux élections de mars 1977, et donc également la présidence de la Chambre. À la demande de Kamisese Mara, le gouverneur général Ratu Sir George Cakobau le nomme alors membre du Sénat. Cela permet au Premier ministre Kamisese Mara de le nommer cette même année procureur général, ministre responsable des questions juridiques. Dans le même temps, il est ministre de la Planification économique,,,,. 
Il devient toutefois le centre de tensions, certains ministres autochtones étant peu à l'aise avec sa proximité avec Kamisese Mara, ni avec ce qu'ils perçoivent comme son influence sur le Premier ministre. Sir Vijay démissionne ainsi du gouvernement et du Sénat en 1979. En 1982, il rejoint le Parti de la fédération nationale, estimant que le parti de l'Alliance, dont la vocation était initialement de promouvoir une harmonie multi-ethnique dans le pays, est devenu un parti promouvant essentiellement les intérêts des Fidjiens autochtones. C'est donc avec l'étiquette du PFN qu'il est élu à nouveau député aux élections de 1982, remportées toutefois encore par l'Alliance. En 1985, il quitte le Parlement pour devenir directeur général du nouveau Conseil des Fermiers de Cannes à Sucre. À ce poste, il parvient à négocier de meilleures conditions de travail pour les fermiers,,,,.

### Dernières années
Critiquant avec véhémence les coups d'État militaires de 1987, il s'exprime au sommet du Commonwealth des nations à Vancouver en octobre, et joue un rôle important dans la décision prise de suspendre les Fidji de l'organisation. Le régime militaire fidjien du colonel Sitiveni Rabuka le déclare alors persona non grata, et ce n'est qu'en 1991 qu'il peut revenir aux Fidji, y reprendre son métier d'avocat. Dans les années 1990 il devient parallèlement chroniqueur pour divers quotidiens fidjiens. Il dénonce le coup d'État de 2000, qui comme ceux de 1987 est motivé par un racisme autochtone anti-indien.
Atteint d'un cancer, Sir Vijay passe ses dernières années à Brisbane, en Australie, pour y être soigné. En 2006 il publie ses mémoires, Speaking Out, recueil de ses articles de presse qui expriment sa vision de la société fidjienne de 1995 à 2005. Le livre provoque la colère de l'extrême-droite autochtone fidjienne, dont il dénonce les hypocrisies, ainsi que de la très influente Église méthodiste fidjienne, qui a soutenu le coup d'État nationaliste autochtone en 2000. Vijay Singh meurt à Brisbane peu après,,.